# Liste der deutschen Umweltminister
Die Liste der deutschen Umweltminister führt die Minister für Umweltschutz und Wasserwirtschaft der DDR und die Bundesminister für Umwelt der Bundesrepublik Deutschland auf.

## Minister für Umweltschutz und Wasserwirtschaft der DDR (1971–1990)

Wappen der DDR

| Name                   | Amtszeit (Beginn) | Amtszeit (Ende)   | Partei    |
| ---------------------- | ----------------- | ----------------- | --------- |
| Werner Titel           | 29. November 1971 | 25. Dezember 1971 | DBD       |
| Hans Reichelt          | 25. Dezember 1971 | 11. Januar 1990   | DBD       |
| Peter Diederich        | 11. Januar 1990   | 12. April 1990    | DBD       |
| Karl-Hermann Steinberg | 12. April 1990    | 2. Oktober 1990   | CDU (DDR) |

## Minister für Umwelt der Bundesrepublik Deutschland (seit 1986)

Wappen der Bundesrepublik

| Nr.                                                                               | Name                                                         | Amtszeit (Beginn)                                            | Amtszeit (Ende)                                              | Partei                                                       |                                                              |
| Bundesminister für Umwelt, Naturschutz und Reaktorsicherheit                      | Bundesminister für Umwelt, Naturschutz und Reaktorsicherheit | Bundesminister für Umwelt, Naturschutz und Reaktorsicherheit | Bundesminister für Umwelt, Naturschutz und Reaktorsicherheit | Bundesminister für Umwelt, Naturschutz und Reaktorsicherheit | Bundesminister für Umwelt, Naturschutz und Reaktorsicherheit |
| --------------------------------------------------------------------------------- | ------------------------------------------------------------ | ------------------------------------------------------------ | ------------------------------------------------------------ | ------------------------------------------------------------ | ------------------------------------------------------------ |
| 1                                                                                 | Walter Wallmann                                              | 6. Juni 1986                                                 | 22. April 1987                                               | CDU                                                          |                                                              |
| 2                                                                                 | Klaus Töpfer                                                 | 7. Mai 1987                                                  | 17. November 1994                                            | CDU                                                          |                                                              |
| 3                                                                                 | Angela Merkel                                                | 17. November 1994                                            | 27. Oktober 1998                                             | CDU                                                          |                                                              |
| 4                                                                                 | Jürgen Trittin                                               | 27. Oktober 1998                                             | 22. November 2005                                            | Grüne                                                        |                                                              |
| 5                                                                                 | Sigmar Gabriel                                               | 22. November 2005                                            | 28. Oktober 2009                                             | SPD                                                          |                                                              |
| 6                                                                                 | Norbert Röttgen                                              | 28. Oktober 2009                                             | 22. Mai 2012                                                 | CDU                                                          |                                                              |
| 7                                                                                 | Peter Altmaier                                               | 22. Mai 2012                                                 | 17. Dezember 2013                                            | CDU                                                          |                                                              |
| Bundesminister für Umwelt, Naturschutz, Bau und Reaktorsicherheit                 |                                                              |                                                              |                                                              |                                                              |                                                              |
| 8                                                                                 | Barbara Hendricks                                            | 17. Dezember 2013                                            | 14. März 2018                                                | SPD                                                          |                                                              |
| Bundesminister für Umwelt, Naturschutz und nukleare Sicherheit                    |                                                              |                                                              |                                                              |                                                              |                                                              |
| 9                                                                                 | Svenja Schulze                                               | 14. März 2018                                                | 8. Dezember 2021                                             | SPD                                                          |                                                              |
| Bundesminister für Umwelt, Naturschutz, nukleare Sicherheit und Verbraucherschutz |                                                              |                                                              |                                                              |                                                              |                                                              |
| 10                                                                                | Steffi Lemke                                                 | 8. Dezember 2021                                             | 6. Mai 2025                                                  | Grüne                                                        |                                                              |
| Bundesminister für Umwelt, Klimaschutz, Naturschutz und nukleare Sicherheit       |                                                              |                                                              |                                                              |                                                              |                                                              |
| 11                                                                                | Carsten Schneider                                            | 6. Mai 2025                                                  | amtierend                                                    | SPD                                                          |                                                              |